# Chen Yueling
Chen Yueling (née selon les sources le 1er avril 1968 ou le 24 décembre 1969 au Liaoning) est une athlète chinoise, naturalisée américaine, spécialiste de la marche athlétique.
Elle remporte les épreuves de marche des Championnats d'Asie de 1989 et des Jeux asiatiques de 1990, et se classe par ailleurs huitième des Championnats du monde 1991 de Tokyo en établissant la meilleure performance de sa carrière sur 10 km en 44 min 11 s. Elle obtient son plus grand succès en s'adjugeant le titre des Jeux olympiques d'été de 1992 à Barcelone. Réalisant le temps de 44 min 32 s, elle devance au terme d'un sprint final la Soviétique Yelena Nikolayeva.
Naturalisée américaine, elle participe sous ses nouvelles couleurs aux Jeux olympiques de Sydney en 2000. Elle y prend la 38e place du 20 km marche. 

## Palmarès
| Date | Compétition           | Lieu      | Résultat | Épreuve |
| ---- | --------------------- | --------- | -------- | ------- |
| 1989 | Championnats d'Asie   | New Delhi | 1re      | 10 km   |
| 1990 | Jeux asiatiques       | Pékin     | 1re      | 10 km   |
| 1991 | Universiade d'été     | Sheffield | 2e       | 10 km   |
| 1991 | Championnats du monde | Tokyo     | 8e       | 10 km   |
| 1992 | Jeux olympiques       | Barcelone | 1re      | 10 km   |